# MIKELANGELO (virtualizacijska tehnologija)
MIKELANGELO je evropski raziskovalni projekt, ki razvija virtualizacijsko tehnologijo optimizirano za vhodno/izhodne operacije in poganjanje HPC aplikacij v oblaku. 
V okviru projekta MIKELANGELO razvita tehnologija (različica 1.0) prinaša izboljšave zmogljivosti in razširljivosti oblačne in HPC platforme (virtualk in kontejnerjev), med drugim:
- prilagoditve operacijskega sistema za poganjanje aplikacij OSv[5][6][7]
- razširitve virtualizacijskega nadzornega programa KVM –  sKVM
- komunikacija vRDMA[8]med virtualkami
- ogrodje za razvoj strežniških aplikacij[9][10]
- prilagoditve in integracija s Torque[11] in OpenStack[12]
- pohitritve gostujočih aplikacij (Seastar)[13]
- monitoring s Snap[14]
- izboljšave varnosti virtualiziranih obremenitev s SCAM

MIKELANGELO podpira poganjanje aplikacij, ki obdelujejo velike količine podatkov; simulacije namenjene izdelavi prototipov ultralahkih letal, analiza implantatov v medicini itd.
MIKELANGELO poteka od 1.1.2015 – 31.12.2017 in ga financira Evropska komisija v okviru programa Obzorje 2020, po pogodbi 645402.
Koordinatorstvo projekta je prevzelo podjetje XLAB v sodelovanju s Huawei, Univerzo v Stuttgartu, IBM Research, Intel, GWDG, Pipistrel, Cloudius Systems in Univerzo Ben-Gurion.

 Izboljšave so prosto dostopne na GitHub.

## Povezave
1. ↑  MIKELANGELO –  CORDIS
2. ↑  »Horizon 2020 Project "Mikelangelo" – Optimising Virtual Infrastructures for fast I/O«. Arhivirano iz prvotnega spletišča dne 11. avgusta 2016. Pridobljeno 14. julija 2016.
3. ↑  MIKELANGELO –  GitHub
4. ↑  MIKELANGELO arhitektura
5. ↑  Osv
6. ↑  OSv –  GitHub
7. ↑  »Cloudius Systems Announced OSv, an Operating System for the Cloud«. Arhivirano iz prvotnega spletišča dne 27. novembra 2013. Pridobljeno 14. julija 2016.
8. ↑  MIKELANGELO arhitektura – sKVM
9. ↑  »Capstan tool for running applications in VMs«. Arhivirano iz prvotnega spletišča dne 16. avgusta 2016. Pridobljeno 14. julija 2016.
10. ↑  Capstan
11. ↑  MIKELANGELO Torque Video
12. ↑  MIKELANGELO na OpenStack Summit
13. ↑  Seastar framework for high-performance server applications
14. ↑  Snap
15. ↑  »MIKELANGELO – Micro Kernel Virtualization for High Performance Cloud and HPC Systems«. Arhivirano iz prvotnega spletišča dne 7. avgusta 2016. Pridobljeno 14. julija 2016.
16. ↑  »EuroCloud Slovenia« (PDF). Arhivirano iz prvotnega spletišča (PDF) dne 9. avgusta 2016. Pridobljeno 14. julija 2016.
17. ↑  Speeding up prototyping and Big Data app development
18. ↑  »New cloud based solutions for a light aircraft SME manufacturer«. Arhivirano iz prvotnega spletišča dne 4. junija 2016. Pridobljeno 14. julija 2016.
19. ↑  Efficient and Scalable Paravirtual I/O System
20. ↑  ScyllaDB
21. ↑  ScyllaDB